# William Paul Young
Pour les articles homonymes, voir William Young et Young.
William Paul Young (né le 11 mai 1955 à Grande Prairie, Alberta, Canada) est un écrivain américain connu pour être l’auteur du roman La Cabane.

## Biographie
William Paul Young est l'aîné de quatre enfants. Il est né en Alberta, mais grandit dans les highlands de Nouvelle-Guinée occidentale, où ses parents sont missionnaires, au sein du peuple tribal Dani[réf. souhaitée] avant de rejoindre un internat.
L'auteur réside actuellement à Happy Valley dans l'Oregon, est marié et a six enfants.
Dans une interview donnée au World Magazine, il indique ne plus être membre d'une Église et préférer un rapport personnel hors institution avec Dieu.
En août 2008, il indique au magazine Maclean avoir été abusé sexuellement à deux reprises, d'abord au sein du peuple Dani, ensuite dans l'internat chrétien où il étudiait.

## Travail littéraire
Dans un premier temps, sa production littéraire a pour but d'offrir des cadeaux à ses amis, jusqu'à ce que sa femme lui demande d'écrire quelque chose pour ses propres enfants, afin d'une part, de synthétiser et fixer sa pensée sur Dieu, et d'autre part pour entreprendre un travail thérapeutique intérieur. Il en résulte un manuscrit, qui deviendra plus tard La Cabane, destiné dans un premier temps uniquement à ses enfants et amis proches. Selon un article du New York Times, ce serait également pour regagner la confiance de sa famille après une aventure extra-conjugale. Le livre est ainsi tiré dans un premier temps à 15 exemplaires. Sur les encouragements de ses amis, il soumet le manuscrit à des éditeurs, pour se voir opposer 26 refus. Young et ses amis créent alors leur propre maison d'édition, Windblown Media en 2007.
Ces informations proviennent uniquement des interviews données par l'auteur, sans que cela soit corroboré par des témoignages ou d'autres sources.
À la sortie de l'ouvrage, le budget publicitaire initial est de l'ordre de 200 $ et c'est par le biais du bouche à oreille qu'il atteint le classement du New York Times des meilleures de l'année 2008,.
Il cite dans ses influences Jacques Ellul, George MacDonald, C. S. Lewis, Gibran, The Inklings, Søren Kierkegaard, A.W. Tozer, Maya Angelou et Don Miller[réf. souhaitée].